# 茂林镇 (泾县)
茂林镇，是中华人民共和国安徽省宣城市泾县下辖的一个乡镇级行政单位。1941年，皖南事变发生于此地。

## 行政区划
茂林镇下辖以下地区：
茂林街道社区、奎峰村、溪口村、潘村村、唐里村、凤村村、长征村、溪里凤村、沈岗村、高湖村、南容村、山水村、濂长村和铜山村。